# Ryan Harrison
Ryan Harrison (* 7. května 1992 Shreveport, Louisiana) je americký profesionální tenista a vítěz mužské čtyřhry French Open 2017, do níž zasáhl s Michaelem Venusem. Ve své dosavadní kariéře na okruhu ATP Tour vyhrál jeden singlový a čtyři deblové turnaje. Na challengerech ATP a okruhu ITF získal šest titulů ve dvouhře a čtyři ve čtyřhře.
Na žebříčku ATP byl ve dvouhře nejvýše klasifikován v červenci 2017 na 40. místě a ve čtyřhře pak v listopadu téhož roku na 16. místě. Trénují ho Davide Sanguinetti a Peter Lucassen. Dříve tuto roli plnil Rikus De Villiers. V juniorské světové klasifikaci ITF nejvýše figuroval na 7. pozici během dubna 2008.
V americkém daviscupovém týmu debutoval v roce 2012 utkáním prvního kola Světové skupiny proti Švýcarsku, v němž vyhrál dvouhru s Michalem Lammerem. Přispěl tak k výhře Američanů 5:0 na zápasy. Do listopadu 2021 v soutěži nastoupil ke pěti mezistátním utkáním s bilancí 2–2 ve dvouhře a 3–0 ve čtyřhře.
Spojené státy americké reprezentoval na Letních olympijských hrách 2012 v Londýně, kde v mužské dvouhře v úvodním kole nestačil na kolumbijského hráče Santiaga Giralda ve dvou setech.
Premiérové výhry nad hráčem elitní světové desítky dosáhl ve druhém kole acapulského Abierto Mexicano Telcel 2015, v němž vyřadil desátého tenistu žebříčku a obhájce titulu Grigora Dimitrova z Bulharska. Skončil pak v semifinále na raketě španělského tenisty Davida Ferrera.
Mladší bratr Christian Harrison je také profesionální tenista.

## Finále na Grand Slamu

### Mužská čtyřhra: 1 (1–0)
| Stav  | rok  | turnaj      | povrch | spoluhráč     | soupeři ve finále              | výsledek                |
| ----- | ---- | ----------- | ------ | ------------- | ------------------------------ | ----------------------- |
| Vítěz | 2017 | French Open | antuka | Michael Venus | Santiago González Donald Young | 7–6(7–5), 6–7(4–7), 6–3 |

## Finále na okruhu ATP Tour
| Legenda                     |
| D – dvouhra; Č – čtyřhra    |
| Grand Slam (1–0 Č)          |
| Turnaj mistrů (0)           |
| ATP Tour Masters 1000 (0)   |
| ATP Tour 500 (0)            |
| ATP Tour 250 (1–3 D; 3–3 Č) |

### Dvouhra: 4 (1–3)
| Stav      | č. | datum             | turnaj                     | povrch    | soupeř ve finále    | výsledek           |
| --------- | -- | ----------------- | -------------------------- | --------- | ------------------- | ------------------ |
| Vítěz     | 1. | 13. února 2017    | Memphis, Spojené státy     | tvrdý (h) | Nikoloz Basilašvili | 6–1, 6–4           |
| Finalista | 1. | 30. července 2017 | Atlanta, Spojené státy     | tvrdý     | John Isner          | 6–7(6–8), 6–7(7–9) |
| Finalista | 2. | 7. ledna 2018     | Brisbane, Austrálie        | tvrdý     | Nick Kyrgios        | 4–6, 2–6           |
| Finalista | 3. | 29. července 2018 | Atlanta, Spojené státy (2) | tvrdý     | John Isner          | 7–5, 3–6, 4–6      |

### Čtyřhra: 7 (4–3)
| Stav      | č. | datum             | turnaj                      | povrch    | spoluhráč          | soupeři ve finále                  | výsledek                   |
| --------- | -- | ----------------- | --------------------------- | --------- | ------------------ | ---------------------------------- | -------------------------- |
| Vítěz     | 1. | 10. července 2011 | Newport, Spojené státy      | tvrdý     | Matthew Ebden      | Johan Brunström Adil Shamasdin     | 4–6, 6–3, [10–5]           |
| Vítěz     | 2. | 22. července 2012 | Atlanta, Spojené státy      | tvrdý     | Matthew Ebden      | Xavier Malisse Michael Russell     | 6–3, 3–6, [10–6]           |
| Finalista | 1  | 13. února 2017    | Memphis, Spojené státy      | tvrdý (h) | Steve Johnson      | Brian Baker Nikola Mektić          | 3–6, 4–6                   |
| Vítěz     | 3. | 1. května 2017    | Estoril, Portugalsko        | antuka    | Michael Venus      | David Marrero Tommy Robredo        | 7–5, 6–2                   |
| Vítěz     | 4. | 30. května 2017   | French Open, Paříž, Francie | antuka    | Michael Venus      | Santiago González Donald Young     | 7–6(7–5), 6–7(4–7), 6–3    |
| Finalista | 2. | 29. července 2018 | Atlanta, Spojené státy      | tvrdý     | Rajeev Ram         | Nicholas Monroe John-Patrick Smith | 6–3, 6–7(5–7), [8–10]      |
| Finalista | 3. | 20. března 2021   | Delray Beach, Spojené státy | tvrdý     | Christian Harrison | Ariel Behar Gonzalo Escobar        | 7–6(7–5), 6–7(4–7), [4–10] |